# 강서구청역
강서구청역(Gangseo-gu Office station, 江西區廳驛)은 부산광역시 강서구 대저1동에 있는 부산 도시철도 3호선의 전철역이다. 역 바로 옆에 강서구청이 있다.

## 역명의 유래
바로 옆에 강서구청이 있어서 역명을 정하였다.

## 역 구조
지상 5층에 위치한, 2면 2선식 상대식 승강장이 있는 지상역으로, 부산 도시철도 2호선의 호포역과 같이 부산 도시철도의 역들 중에서 규모가 제일 높다.
- 반대편횡단: 불가능

### 승강장
| 구포 ↑     |
| \| 상      |
| ↓ 체육공원 |

| 상행 | ● 부산 도시철도 3호선 | 구포·덕천·미남·연산·수영 방면 |
| 하행 | ● 부산 도시철도 3호선 | 체육공원·대저 방면            |

## 역 주변
- 강서구청
- 대저 1동 행정복지센터
- 대상초등학교
- 강서고등학교
- 부산광역시 농업기술센터
- 김해국제공항 방면

## 승차량 변동
부산김해경전철 개통으로 김해국제공항 연계성이 떨어지면서 2012년에 이용객이 급감했고, 이후 2013년에도 감소하였다. 2014년에는 초반에 상승 가능성이 기대되었으나, 하락세를 이어갔다.
| 노선  | 승차 인원 | 승차 인원 | 승차 인원 | 승차 인원 | 승차 인원 | 승차 인원 | 승차 인원 | 승차 인원 | 주 석 |
| 노선  | 2005년    | 2006년    | 2007년    | 2008년    | 2009년    | 2010년    | 2011년    | 2012년    | 주 석 |
| ----- | --------- | --------- | --------- | --------- | --------- | --------- | --------- | --------- | ----- |
| 3호선 | 1881      | 2947      | 3251      | 3435      | 3532      | 3690      | 3760      | 3118      | [ 1 ] |
| 노선  | 2013년    | 2014년    | 2015년    | 2016년    | 2017년    | 2018년    | 2019년    | 2020년    |       |
| 3호선 | 2954      | 2909      | 3000      | ?         | ?         | ?         | ?         | ?         | [ 1 ] |

## 인접한 역
| 부산 도시철도 3호선           | 부산 도시철도 3호선   | 부산 도시철도 3호선    |
| ----------------------------- | --------------------- | ---------------------- |
| 314 구포 (도시철도) 수영 방면 | ● 부산 도시철도 3호선 | 316 체육공원 대저 방면 |